# Indice français des prix à la consommation
L'indice des prix à la consommation (IPC), calculé en France par l'Insee, mesure l'évolution du niveau moyen des prix des biens et services consommés par les ménages, pondérés par leur part dans la consommation moyenne des ménages. L'indice (105 par exemple) permet de mesurer l'inflation (ou la déflation en cas de baisse des prix) sur une période (ici + 5 % de hausse des prix) et donc l'évolution de la valeur de la monnaie (la valeur de la monnaie diminue lorsque les prix augmentent). Le taux (annuel) d'inflation désigne généralement, lorsque l'indice n'est pas précisé, le pourcentage d'augmentation de cet indice (IPC) particulier sur une année.

## Méthode statistique
Le suivi de l'évolution de tous les prix n'étant pas techniquement possible, les instituts de statistiques construisent un panier de biens et services finals représentatifs, pondérés par leur poids dans la consommation. L'observation des prix se fait par enquête et échantillonnage permanents. La nomenclatures des fonctions de consommation respecte la classification internationale COICOP définie par les Nations unies.
La principale difficulté dans le calcul de l'indice est due à l'innovation, qui se traduit par l'apparition de nouveaux produits ou services, ou par l'évolution d'un produit existant, souvent une amélioration.
La construction de l'indice prend également en compte le changement dans la répartition des achats des consommateurs. La pondération attribuée aux biens et services évolue en parallèle, mais parfois avec retard d'un an (la pondération utilisée pour l'inflation de l'année N est basée sur les consommations de l'année N-1).

## Portée
L'indice des prix hors tabac sert à indexer de nombreux contrats privés, des pensions alimentaires, des rentes viagères et aussi à indexer le SMIC. L'indice retenu pour le SMIC est celui des « ménages urbains dont le chef est ouvrier ou employé, hors tabac ».
Le déflateur du PIB, qui est le quotient du PIB nominal par le PIB réel (multiplié par 100), donne une image plus globale de l'inflation, mais ses délais d'établissement sont beaucoup plus longs. Il a donc surtout une valeur historique.
De plus, le déflateur du PIB fournit le prix moyen des biens compris dans le PIB, et donc des biens finals produits par l'économie, alors que l'indice des prix à la consommation reflète l'évolution du prix des biens consommés. Ces deux indicateurs ne se confondent donc pas nécessairement, car l'éventail des biens produits par l'économie n'est pas le même que celui des biens achetés par les consommateurs : parmi les biens du PIB, certains ne sont pas vendus aux consommateurs, mais aux entreprises (les machines-outils, par exemple), à l'État ou aux étrangers ; au contraire, certains produits acquis par les consommateurs ne sont pas produits sur le sol national, mais importés.

## Limites

### Composition du panier de produits et services
L'IPC est souvent critiqué pour la composition de son panier de produits et de services. Les loyers d'habitation par exemple n'entrent que pour 6,28 % dans la composition du panier (cf. tableau pondération de l'IPC ci-dessous), car l'indice ne prend en compte que les loyers effectifs, conformément aux recommandations d'Eurostat, les charges liés à l'achat d'un logement étant considérées comme des dépenses d'investissement, tandis que les loyers fictifs ne sont pas pris en compte. Ce chiffre peut sembler faible par rapport au 23 % de taux d’effort des ménages lié à l’occupation de leur résidence principale mais découle du fait que seuls 40 % des ménages sont locataires. Les impôts, taxes et autres prélèvements obligatoires (tels que assurance maladie, assurance vieillesse, assurance chômage, etc.) ne sont pas pris en compte.
Le remplacement de produits obsolètes par des produits technologiquement plus avancés donne lieu à un « ajustement de qualité » qui diminue le taux d'inflation (le prix du nouveau produit est diminué de l'avantage qualité qu'il propose par rapport à l'ancien produit). Le calcul de la différence entre les deux produits est généralement effectué par la méthode hédonique qui permet de décomposer le prix du produit en plusieurs constituants (dont le constituant qualité). Sans cet ajustement qualité, le taux d'inflation serait donc plus élevé, ce qui correspond à la perception du consommateur.

### Évolution des produits et services
Une difficulté pour la réalisation de l'indice est l'innovation qui se traduit par l'apparition d'un nouveau produit ou service ou par l'évolution de la qualité des biens.
Une deuxième difficulté est le changement dans la répartition des achats des consommateurs (évolution des goûts ou des prix). Lorsque le prix d'un bien augmente une année plus vite que les prix des autres biens et que sa part dans la consommation diminue (par substitution du bien en question par d'autres biens), il y a une difficulté à faire le lien avec l'année précédente : si on considère seulement les ventes de la dernière année, on ne prend pas en compte que la hausse du prix relatif a pu conduire à un report de la consommation. Les fluctuations des taux de change peuvent avoir le même effet en augmentant ou diminuant le prix d'un produit.

### Inflation perçue
Une limite de l'indice des prix comme instrument est qu'il se fonde sur le panier du consommateur moyen. Aussi, l'indice des prix peut indiquer une hausse de prix quand une personne au profil marginal constaterait une baisse. En 2019, l'INSEE a étudié la différence d'inflation selon la catégorie de ménages. Sur 20 ans de 1998 à 2018, selon cette étude, l'inflation a été de 2,9 points supérieur pour les 10 % des ménages les plus modestes (inflation de 32,9) par rapport aux ménages les plus aisés (inflation de 30,0).
Afin d'illustrer l'importance de l'effet de la composition en biens et services du panier "moyen" pour chaque consommateur pris individuellement, l'Insee a récemment mis à disposition un simulateur d'inflation personnalisé qui permet à chacun en fonction de sa propre consommation d'évaluer l'inflation qu'il subit.
Depuis 1996, l'INSEE analyse l'inflation perçue par les consommateurs dans le cadre de l'enquête mensuelle de conjoncture auprès des ménages (enquête CAMME, échantillon de 2000 ménages). L'inflation perçue par les ménages a été supérieure à l'inflation calculée par l'INSEE durant toute la période 2005-2014, mais depuis 2015, la différence entre ces deux grandeurs s'est globalement attenuée (ensemble des ménages), l'inflation perçue par les ménages les plus modestes reste toutefois toujours supérieure à l'inflation calculée, il en est de même pour les ménages de communes rurales. 
Ce phénomène est présent dans la plupart des pays européens en particulier depuis le passage à l'euro. Une étude de 2011 émet des hypothèses sur les raisons de cette divergence entre calcul économique et perception des consommateurs : une plus grande sensibilité aux hausses qu'aux baisses, l'influence de produits achetés plus fréquemment, des contraintes budgétaires plus fortes pour les ménages modestes.

## Calcul de l'indice des prix
L'Institut national de la statistique et des études économiques est chargé en France de calculer l'IPC. Le premier indice date de 1914. Au cours du temps, le panier de consommation de l'IPC s'est élargi au niveau géographique ainsi qu'en termes de population et de consommation couverte.
L'Insee collecte 200 000 prix chaque mois par l'intermédiaire d'enquêteurs, répartis sur l'ensemble du territoire, qui relèvent environ 160 000 prix, le reste étant collecté directement auprès d'organismes tels qu'EDF, les opérateurs de télécommunications, la SNCF, les services publics locaux, ainsi que dans les catalogues de vente par correspondance. Au total, 27 000 points de vente, répartis dans 106 agglomérations de plus de 2 000 habitants, en métropole et dans les départements d'outre-mer, sont enquêtés.
Le panier de biens des 200 000 prix permet de prendre en compte presque tous les biens et services à l'exception notamment des services hospitaliers privés, de l'assurance-vie et des jeux de hasard.
L'agrégation de tous ces prix se fait selon la méthode de Laspeyres. En 2006, l'année de référence utilisée est l'année 2000 (base 100 = 2000). L'Insee a basculé en 2007 sur une mesure de l'inflation en prix chaînés, dans un but d'homogénéisation au sein de l'Union européenne. La mesure en prix chaînés consiste à agréger les prix de l'année n en utilisant les consommations de l'année n-1 comme référence, et non plus ceux d'une année de référence. Les deux méthodes présentent des inconvénients, et le passage de l'une à l'autre peut modifier la mesure de la croissance du PIB de plusieurs dixièmes de points.

### Pondération de l'indice des prix à la consommation
Le tableau suivant donne la pondération des fonctions de consommation pour le calcul de l'IPC 2009. C'est le premier niveau de détail, les autres étant sous-fonctions, regroupements, groupes et postes de consommation (niveau 5). L'IPC compte 161 postes en 2009 dont les œufs ou les services funéraires par exemple. La boîte déroulante détaille l'ensemble de ces postes.
Une pondération plus récente peut être trouvée sur le site de l'Insee, par zone géographique, type de ménage et type de produit.
Les méthodologies internationales varient selon les pays. Ainsi les dépenses de logement sont prises en compte à hauteur de 14 % de l'indice en France, contre 33 % aux États-Unis, où la pondération inclut un « équivalent de loyer » pour les propriétaires.
| Fonctions de consommation                                         | Pondération |
| ----------------------------------------------------------------- | ----------- |
| Produits alimentaires et boissons non alcoolisées                 | 14,99 %     |
| Boissons alcoolisées et tabac                                     | 3,27 %      |
| Habillement et chaussures                                         | 4,93 %      |
| Logement, eau, gaz, électricité et autres combustibles            | 13,57 %     |
| Ameublement, équipement ménager et entretien courant de la maison | 6,17 %      |
| Santé                                                             | 9,96 %      |
| Transport                                                         | 16,32 %     |
| Communications                                                    | 2,99 %      |
| Loisirs et culture                                                | 9,20 %      |
| Éducation                                                         | 0,24 %      |
| Hôtellerie, cafés, restauration                                   | 6,78 %      |
| Autres biens et services                                          | 11,58 %     |
| Ensemble                                                          | 100,00 %    |

### Évolution de l'indice des prix à la consommation depuis 1980
Le graphique ci-dessous a été obtenu en raccordant deux séries d'indices mensuels officiels qui sont détaillés plus bas dans la boîte déroulante.
L'axe vertical est gradué en échelle logarithmique afin de mettre en évidence les tendances : un taux d’inflation constant serait représenté par une ligne droite.

Évolution de l'indice des prix à la consommation en France, de 1980 à 2024. Base : 100 en 2015.

On remarque que, de 1992 à 2013, la tendance est une hausse des prix de 1,6 % par an, soit environ 17 % par décennie.
Le tableau ci-dessous détaille la hausse annuelle de 1991 à 2024.
| Année | 1991  | 1992  | 1993  | 1994  | 1995  | 1996  | 1997  | 1998  | 1999  | 2000  | 2001  | 2002  | 2003  | 2004  |
| Taux  | 3,2 % | 2,4 % | 2,1 % | 1,6 % | 1,8 % | 2,0 % | 1,2 % | 0,6 % | 0,5 % | 1,7 % | 1,6 % | 1,9 % | 2,1 % | 2,1 % |
|       |       |       |       |       |       |       |       |       |       |       |       |       |       |       |
| Année | 2005  | 2006  | 2007  | 2008  | 2009  | 2010  | 2011  | 2012  | 2013  | 2014  | 2015  | 2016  | 2017  | 2018  |
| Taux  | 1,7 % | 1,7 % | 1,5 % | 2,8 % | 0,1 % | 1,5 % | 2,1 % | 2,0 % | 0,9 % | 0,5 % | 0,0 % | 0,2 % | 1,0 % | 1,9 % |
|       |       |       |       |       |       |       |       |       |       |       |       |       |       |       |
| Année | 2019  | 2020  | 2021  | 2022  | 2023  | 2024  | 2025  | 2026  | 2027  | 2028  | 2029  | 2030  | 2031  | 2032  |
| Taux  | 1,1 % | 0,5 % | 1,6 % | 5,3 % | 4,9 % | 2,0 % | —     | —     | —     | —     | —     | —     | —     | —     |